# Maharlika

Phù hiệu Mahárlika thời thuộc Tây Ban Nha.

Mahárlika là giai cấp võ bị trong xã hội Tagalog cổ truyền, có vị thế khá cao trong sinh hoạt chính trị Philippines trung đại. Người Tây Ban Nha dịch tên là Hidalgos (hoặc libres). Họ thuộc về tầng lớp quý tộc thấp hơn tương tự như Timawa của người Visayan. Tuy nhiên, trong tiếng Philippines hiện đại, thuật ngữ này có nghĩa là "quý tộc hoàng gia", thực ra chỉ giới hạn trong tầng lớp Maginoo cha truyền con nối.

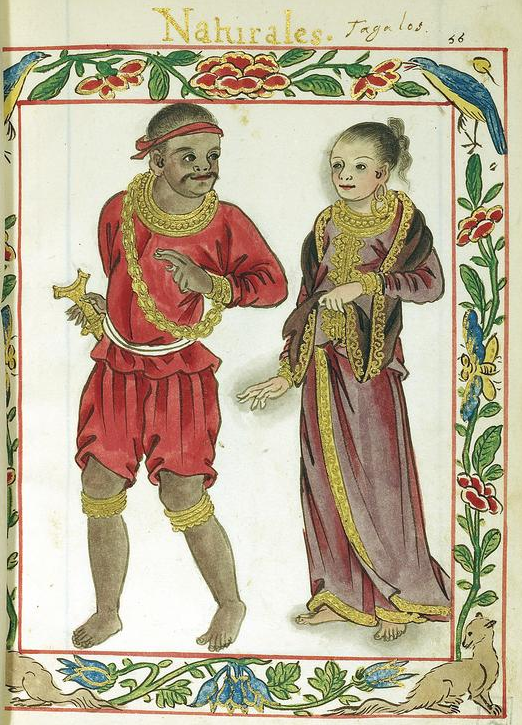
Mahárlika trong Boxer Codex.

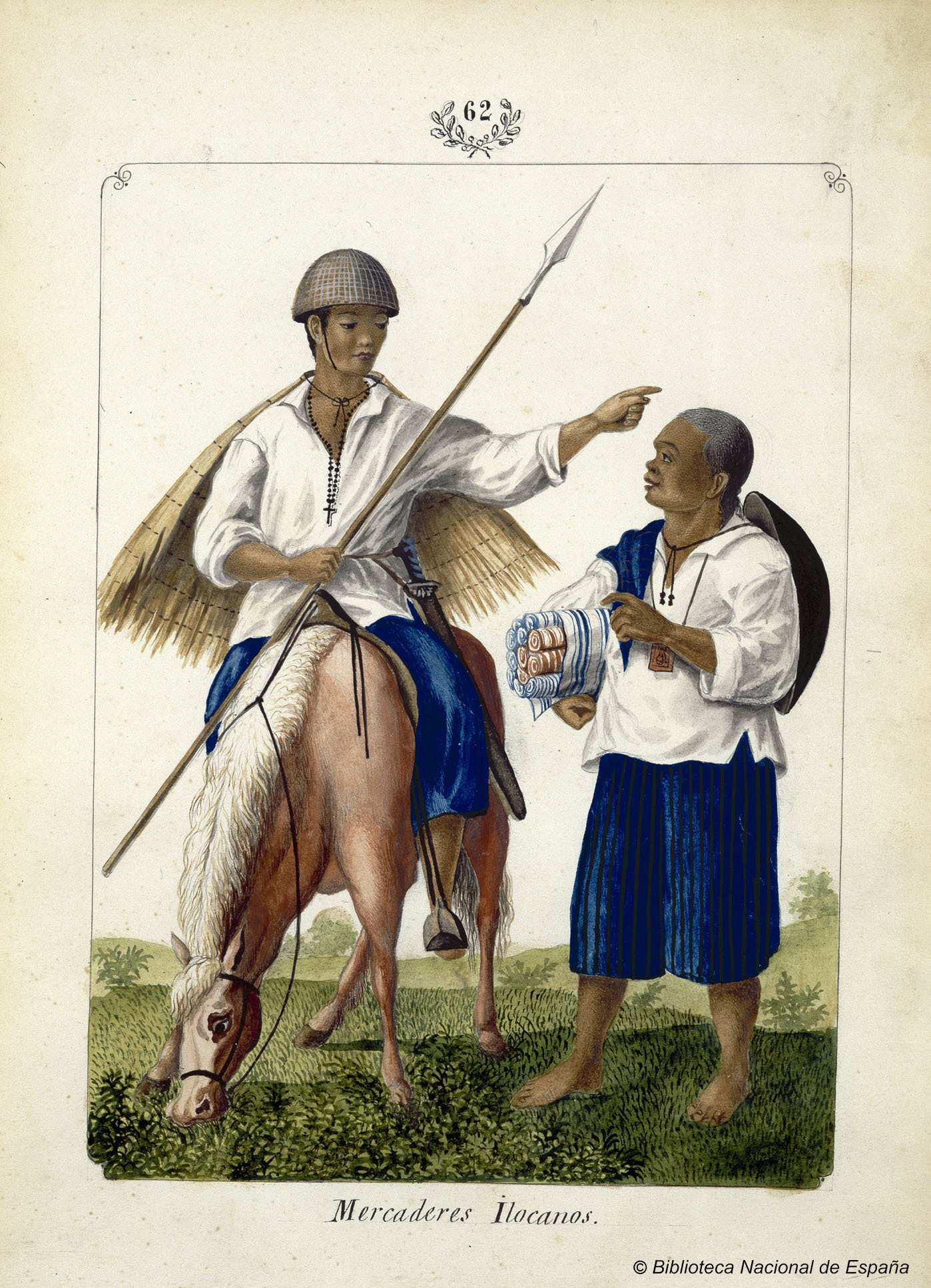
Ilocano Merchants.

## Tổng quan
Maharlika là một tầng lớp những người tự do chuyên về võ thuật. Giống như người Timawa, họ là những chư hầu tự do của Datu, những người được miễn thuế và cống nạp nhưng được yêu cầu cung cấp nghĩa vụ quân sự. Trong thời kỳ chiến tranh, Maharlika có nghĩa vụ cung cấp và chuẩn bị vũ khí bằng chi phí của mình và trả lời lệnh triệu tập của Datu, bất cứ khi nào và bất cứ khi nào có thể, để đổi lấy một phần trong chiến lợi phẩm (ganima). Họ đã đồng hành cùng người cai trị của mình trong các trận chiến với tư cách là đồng đội và luôn được chia sẻ. 1/5 chiến lợi phẩm thuộc về Ginoo và 4/5 chiến lợi phẩm sẽ được chia cho những Maharlikans đã tham gia, những người này sẽ chia phần của họ cho các chiến binh của họ. Maharlika đôi khi cũng có thể có nghĩa vụ phải làm việc trên các vùng đất của Datu và hỗ trợ trong các dự án và các sự kiện khác trong cộng đồng.
Tuy nhiên, không giống như tầng lớp Timawa, Maharlika thiên về quân sự hơn là một dạng quý tộc Visayas. Mặc dù Maharlika có thể thay đổi lòng trung thành bằng cách kết hôn hoặc bằng cách di cư như Timawa, họ được yêu cầu tổ chức một bữa tiệc để vinh danh Datu hiện tại của họ và trả một số tiền từ sáu đến mười tám miếng vàng trước khi họ có thể được giải phóng khỏi nghĩa vụ của mình. Ngược lại, Timawa có thể tự do thay đổi lòng trung thành bất cứ lúc nào, được minh chứng bằng hành động của Rajah Humabon khi Ferdinand Magellan xuất hiện.
Sự xuất hiện sớm nhất của thuật ngữ này là manlica được đề cập trong Boxer Codex với nghĩa là "người tự do". Các ghi chép thời hiện đại của tầng lớp Maharlika là từ tu sĩ Juan de Plasencia dòng Phanxicô trong thế kỷ 16. Ông phân biệt họ với giai cấp quý tộc cha truyền con nối của Tagalogs (giai cấp maginoo, bao gồm cả datu). Nhà sử học William Henry Scott tin rằng giai cấp này bắt nguồn từ những chiến binh có địa vị cao kết hôn với dòng máu maginoo hoặc có lẽ là tàn tích của tầng lớp quý tộc của một dòng dõi bị chinh phục. Các chiến binh có địa vị cao tương tự trong các xã hội khác của Philippines như Bagobo và Bukidnon không được thừa kế vị trí của họ, nhưng có được danh hiệu nhờ vào sức mạnh võ thuật.

## Chính trị

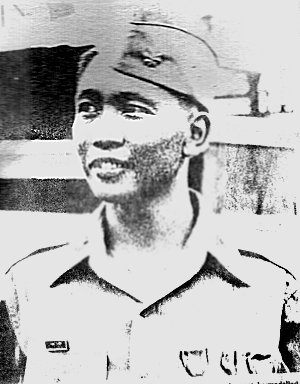
Ferdinand Marcos mặc sắc phục Ang Manga Mahárlika thời thế chiến.

Sau Đệ nhị Thế chiến lãnh đạo lực lượng kháng chiến Ang Manga Mahárlika Ferdinand Marcos từng có ý định đổi quốc danh Filipino thành Mahárlika nhằm khích lệ bản sắc quốc gia và hạn chế di sản thời thực dân.
Ngày 11 tháng 02 năm 2019, trong một sự kiện tại tỉnh Maguindanao, tổng thống Rodrigo Duterte đã nhắc lại vấn đề này: "Sắp tới lúc chúng ta phải đổi quốc danh. Marcos đã đúng khi ông ấy muốn đổi quốc danh là Mahárlika" (Someday, let's change it. Marcos was right; he wanted to change it to Maharlika because that's a Malay word).